# Famille de Raullers
La famille de Raullers est une famille éteinte de la noblesse française, originaire du Boulonnais (Pas-de-Calais).

## Histoire
André Borel d'Hauterive cite Robert de Raulers, écuyer, seigneur de Mauroy, capitaine au régiment de Hodicq dans les troupes boulonnaises, et lui donne pour armes : D'or à un chevron d'azur accompagné en chef de deux molettes de sable et en pointe d'une rose de gueules.
La terre de Mauroy demeura dans la famille de Raullers jusqu'en 1719. Elle fut alors adjugée à Jacques de Lattaignant, notaire royal descendant d'une lignée de laboureurs installée à La Trésorerie (hameau de Wimille), puis à Valembrune, depuis Noël de Lattaignant qui acquit cette terre au creux de la vallée du Wimereux en 1571. Les Raullers ont aussi été seigneurs de Lescoire, en Artois.

## Filiation
La descendance de la famille de Raullers a fait l'objet de travaux de recherches publiés en 1875.
- Mottin de Raullers, né vers 1425 dans le Haut-Boulonnais, est le premier membre connu et le fondateur de cette famille.
  - Jacques de Raullers, vit entre 1465 et 1526. Écuyer, seigneur de Mauroy, lieutenant-général de la sénéchaussée du Boulonnais, gouverneur de Boulogne-sur-Mer, encore vivant en novembre 1520 d'après une sentence en parchemin[1].
    - Charles de Raullers
    - François de Raullers
    - Marguerite de Raullers
    - Charlotte de Raullers
    - Jean Ier de Raullers, (1485-1549). Écuyer, seigneur de Mauroy[2].
      - Jean II de Raullers, vit entre 1515 et 1578. Écuyer, seigneur de Mauroy, bailli de la Seigneurie de Samer, il est administrateur de tous les biens et revenus de l'abbaye de Samer[3]. Il épouse Antoinette de Lespinoy puis Antoinette de Hommer en secondes noces.
        - Marguerite de Raullers, épouse Robert de la Barre, seigneur de Bois-Julien.
        - Antoine de Raullers, vit entre 1555 et 1640. Écuyer, seigneur de Mauroy. Il épouse à Samer par contrat du 12 mars 1587 Catherine du Maire, fille de Philippe, écuyer, seigneur du Moulinet, et de Françoise de Fernacles.
          - (1) Jean III de Raullers, né vers 1618, écuyer, seigneur de Mauroy. Il épouse par contrat du 30 mars 1633 à Boulogne Jeanne Hertault[2], fille de Robert, seigneur de La Herronnière, et de Françoise Cousinet ; puis par contrat du 22 juin 1649 Claude Testart[2], fille de N…, seigneur de Testart, et de Claude de Sobruy[a].
            - (1) Robert de Raullers, (1642-1711), écuyer, seigneur de Mauroy, Ledinghem, Lescoire et Racquinghem, Capitaine d'infanterie au Régiment de Hodicq. Dernier membre de la famille de Raullers à être seigneur de Mauroy. En 1669 à Wirwignes, il épouse Elisabeth du Wicquet[2], fille de Simon, écuyer, seigneur de La Wastine, et d’Adrienne Moucque[5] ; puis — par contrat du 19 décembre 1685 à Marquise — Marie-Madeleine de Crendalle, fille d’Antoine, écuyer, seigneur de La Briqueterie, et de Marguerite de Disquemue[6].
              - (1) Simon, écuyer, seigneur de Lassart, aide-major au régiment d'Abigeois[2], âgé de vingt-huit ans en 1699.
              - (1) Louise de Raullers[2]. André de Lencquesaing pense qu'elle est plutôt issue du second lit. Elle épouse Jacques-Antoine de Lattaignant, écuyer, seigneur de Ledinghem. Postérité dont Victor-Antoine-Ambroise de Lattaignant, avocat en parlement.
              - (2) Charles-César de Raullers, écuyer, seigneur de Mauroy, né vers 1692, sous-lieutenant au régiment de Flahaut Infanterie.
              - (2) Geneviève de Raullers, dame de Lescoire, née vers 1689. Elle vend la terre de Lescoire à Dominique-Jean-Jacques de Lencquesaing, écuyer, seigneur de Laprée.
              - (2) Marie-Madeleine de Raullers, née vers 1690, épouse Philippe-Augustin Bayart, mayeur héréditaire de Dohem. Postérité dont : Constantin-Louis-Joseph-Bayart, écuyer, seigneur de Ledinghem, garde du corps du roi, demeurant à Samer.
              - (2) Jean-Robert de Raullers, écuyer, seigneur de Ledinghem, La Haye, La Motte, capitaine au service de Sa Majesté, né vers 1696 et mort en janvier 1743. Il épouse Thérèse-Louise-Charlotte Le Josne-Contay de Capelle.

Une autre famille existe, mais elle ne peut actuellement être reliée à la précédente.
- Sébastien de Raullers et Marie du Fo... Dans un acte de vente de 1608[7], son fils Antoine vend un pré lui venant de la succession de son père qui est nommé. Dans un acte de vente de 1604[8]son fils Antoine vend une maison qui lui vient de la succession de sa mère dont le nom apparaît à la 2è page de cet acte (ligne 11).
  - Antoine de Raullers, greffier de la prioncipauté de Tingry, épouse avant 1580 Paquette de Bournonville.
    - Antoine de Raullers épouse en 1609 Antoinette de Condette[9].
    - Charles de Raullers, né vers 1585, greffier au baillage de la principauté de Tingry. Il épouse en 1610 Jeanne Evrard.
    - François de Raullers (1616-1671), épouse Adrienne de Sombre le 26 novembre 1639 à Boulogne[10]. Il fonde une dynastie de maréchaux ferrants qui va proliférer pendant les trois siècles suivants sous les formes patronymiques Derollez ou Derolez, Derolet et Drolet ou Drolez. On lui connaît six fils ; cinq d’entre eux donneront naissance à de nouvelles lignées qui concerneront essentiellement les villes et villages d’Audincthun, d’Avroult, de Beaumetz-lès-Aire, Blangy-sur-Ternoise, Bourthes, Coupelle-Vieille, Créquy, Ergny, Erny-Saint-Julien, Fauquembergues, Hesmond, Heuchin, Hucqueliers, Merck-Saint-Liévin, Renty, Rumilly, Thiembronne, Verchocq[11].

## Armes de la commune de Ledinghem
En 1996, la direction des archives du Pas-de-Calais propose une fusion des armes des familles de Mametz et de Raullers, armes sculptées dans l´église Saint-Folquin, pour créer le blason de la commune de Ledinghem. Les de Mametz (d´argent à trois maillets de sable) succédèrent par alliance aux de Fernacles, seigneurs au XVIe siècle, puis vinrent les de Raullers (d´or au chevron d´azur, accompagné de deux étoiles de sable en chef et d´une rose de gueules en pointe), leurs parents.

## Pour approfondir